# Brick Mason
Brick Mason est un storyboarder américain né en 1954. On le retrouve souvent aux côtés de M. Night Shyamalan.

## Filmographie
- 1984 : Maria's Lovers
- 1985 : Seven Minutes in Heaven
- 1986 : The Manhattan Project
- 1986 : Hoosiers
- 1987 : My Demon Lover
- 1988 : Bull Durham
- 1989 : Rooftops
- 1989 : Cookie
- 1989 : She-Devil
- 1990 : Cadillac Man
- 1990 : Graffiti Bridge
- 1991 : The Prince of Tides
- 1992 : White Sands
- 1992 : Mo' Money
- 1993 : Sleepless in Seattle
- 1995 : Just Cause
- 1995 : Losing Isaiah
- 1995 : The Grass Harp
- 1995 : Sabrina
- 1996 : Bed of Roses
- 1996 : Stirptease
- 1996 : Bsquiat
- 1996 : The First Wives Club
- 1996 : The Crucible
- 1996 : Marvin's Room
- 1996 : Michael
- 1997 : Vegas Vacation
- 1997 : The Ice Storm
- 1997 : The Rainmaker
- 1998 : Wide Awake
- 1998 : The Object of My Affection
- 1998 : A Perfect Murder
- 1998 : You've Got Mail
- 1999 : Earthly Possessions
- 1999 : Sixième Sens
- 2000 : Bait
- 2000 : Lucky Numbers
- 2000 : Incassable
- 2001 : A Beautiful Mind
- 2002 : Changing Lanes
- 2002 : Signes
- 2002 : City by the Sea
- 2004 : Secret Window
- 2004 : Le Secret enfoui de Night Shyamalan
- 2004 : Le Village
- 2006 : Last Holyday
- 2006 : Fur